# Giuseppe Vitali

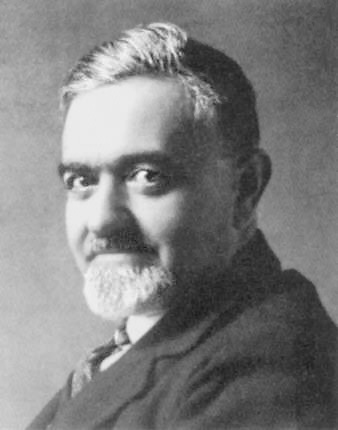
Giuseppe Vitali

Giuseppe Vitali (* 26. August 1875 in Ravenna; † 29. Februar 1932 in Bologna) war ein italienischer Mathematiker. Er wurde bekannt durch den Beweis der Existenz von Mengen, die nicht Lebesgue-messbar sind (Vitali-Mengen).

## Leben
Giuseppe Vitali beendete 1899 das Studium der Mathematik an der Scuola Normale Superiore in Pisa. In den folgenden zwei Jahren war er Assistent von Ulisse Dini. Aufgrund finanzieller Probleme arbeitete er dann als Lehrer in Genua u. a. am Colombo-Gymnasium. und engagierte sich in der Sozialistischen Partei, bis diese von den Faschisten 1922 aufgelöst wurde. Daraufhin bewarb er sich auf Professuren und wurde zunächst in Modena, dann in Padua und schließlich 1930 in Bologna berufen.
Seine wichtigsten Leistungen bestehen in der Einführung des Begriffs der absoluten Stetigkeit von Funktionen und im Bereich der Orthogonalsysteme von Funktionen. Ferner hat Vitali als erster die Existenz nicht-Lebesgue-messbarer Menge nachgewiesen. Ein nach Vitali benannter Satz beschäftigt sich mit holomorphen Funktionenfolgen, siehe auch Satz von Vitali. Ein weiterer von ihm bewiesener Satz ist der Konvergenzsatz von Vitali, der Kriterien angibt, wann Konvergenz im p-ten Mittel und Konvergenz lokal nach Maß äquivalent sind. Außerdem sind der Überdeckungssatz von Vitali, die Vitali-Überdeckung, der Satz von Vitali-Carathéodory und der Satz von Vitali-Hahn-Saks mit seinem Namen verbunden.